# オレンブルク
オレンブルクあるいはオレンブルグ（ロシア語: Оренбург, カザフ語: Орынбор, Orenburg）は、ロシア連邦の都市。沿ヴォルガ連邦管区・オレンブルク州の州都で人口は約54万人（2021年）。モスクワから南東に1480km。カザフスタンとの国境に近い。標高約150m。ウラル川が流れ、ウラル山脈の南端に位置する。文学「大尉の娘」の舞台のひとつにもなった。
1938年から1957年までは、有名な飛行士ヴァレリー・チカロフにちなんでチカロフ（Чкалов, Chkalov）と呼ばれていた。

## 歴史

### オレンブルク建設
1734年、ロシア帝国は、南ウラル地方に東方の前線基地を建設する計画を立て、1735年に要塞都市を築いた。ヤイク川（バシキール語: Яйыҡ、カザフ語: Жайық、反乱後にロシア語名はウラル川 Урал と改名された）とオリ川（露: Орь）の合流地点であった。町の名前は「オリ川の要塞」の意味で、オレンブルクとなった。要塞の建設に反発するバシキール人は、バシキールの蜂起 (1735年 - 1740年)を起こしたが、強力な弾圧が加えられた。
1739年、オルスク(Orsk)と改名。1741年にオレンブルクの町はウラル川下流に移転するが失敗、1743年に再度移転する。これが現在の場所で、1734年に最初に作られた町(現在のオルスク)からは250kmも下流に移動したことになる。この移転が、オレンブルクをカザフ人の遊牧民への前哨基地としての町の性格を強めた。
1773年のプガチョフの乱では、ウラル川地方の行政の中心として発展していたオレンブルクは、プガチョフの軍勢に半年間も包囲され、数千人の犠牲者を出し町は廃墟と化した。さらに18世紀末の大火などを経験するも、軍事拠点、交易の中心として立ち直った。1833年、アレクサンドル・プーシキンは大尉の娘などの執筆調査でこの町に滞在、ロシア初のロシア語辞典を編纂することになる旧友のウラジーミル・ダーリ(Vladimir Dal)とオレンブルクで再会している。

### グレート・ゲーム
グレート・ゲームの時代には、1830年代から1850年代にかけて、ヴァシリー・ペロフスキー(Vasily Alekseevich Perovsky)のヒヴァ・ハン国侵略の基地となり、その後はロシアと中央アジアを結ぶ交易の中心となった。
1877年にはサマーラ - キネリ - オレンブルク間を結ぶ鉄道が、1906年にはトランス・アラル鉄道（オレンブルク-タシュケント間）が完成し、カスピ海横断鉄道（トルクメンバシ-タシュケント間）と接続。これ以降、中央アジア（トランス・アラル鉄道、カスピ海横断鉄道）やシベリア（シベリア鉄道）への重要な鉄道分岐点なったサマーラがオレンブルクにとって代わる玄関口として発展する。

### バスマチ蜂起
バスマチ蜂起（1918年 - 1924年）。1920年、キルギス自治ソビエト社会主義共和国が誕生、オレンブルクがその首都になる。

### 戦間期
キルギス自治ソビエト社会主義共和国は1925年にカザフ自治ソビエト社会主義共和国と改称されるが、オレンブルクはロシアへの帰属を決め、代わりに同国の首都はクズロルダに移った。1929年には、トルキスタン・シベリア鉄道（タシュケント-ノヴォシビルスク間）が開通し、首都は再度アルマトイに移った。
カザフ自治ソビエト社会主義共和国は、1936年にカザフ・ソビエト社会主義共和国となったが、オレンブルクはロシアに帰属し続けた。

### 第二次世界大戦
第二次世界大戦中、戦火を逃れるために多くの工場がヨーロッパロシアからオレンブルクに疎開、戦後の市の経済発展の土台となった。

## 気候
| オレンブルクの気候          | オレンブルクの気候 | オレンブルクの気候 | オレンブルクの気候 | オレンブルクの気候 | オレンブルクの気候 | オレンブルクの気候 | オレンブルクの気候 | オレンブルクの気候 | オレンブルクの気候 | オレンブルクの気候 | オレンブルクの気候 | オレンブルクの気候 | オレンブルクの気候 |
| 月                          | 1月                | 2月                | 3月                | 4月                | 5月                | 6月                | 7月                | 8月                | 9月                | 10月               | 11月               | 12月               | 年                 |
| --------------------------- | ------------------ | ------------------ | ------------------ | ------------------ | ------------------ | ------------------ | ------------------ | ------------------ | ------------------ | ------------------ | ------------------ | ------------------ | ------------------ |
| 最高気温記録 °C （°F）      | 4.7 (40.5)         | 5.8 (42.4)         | 18.9 (66)          | 31.3 (88.3)        | 36.5 (97.7)        | 39.8 (103.6)       | 41.6 (106.9)       | 40.9 (105.6)       | 38.0 (100.4)       | 27.0 (80.6)        | 19.2 (66.6)        | 8.1 (46.6)         | 41.6 (106.9)       |
| 平均最高気温 °C （°F）      | −8 (18)            | −7.2 (19)          | −0.8 (30.6)        | 12.8 (55)          | 22.1 (71.8)        | 27.5 (81.5)        | 29.0 (84.2)        | 27.4 (81.3)        | 20.9 (69.6)        | 11.2 (52.2)        | 0.3 (32.5)         | −5.9 (21.4)        | 10.8 (51.4)        |
| 日平均気温 °C （°F）        | −11.8 (10.8)       | −11.5 (11.3)       | −5.2 (22.6)        | 6.9 (44.4)         | 15.2 (59.4)        | 20.6 (69.1)        | 22.3 (72.1)        | 20.3 (68.5)        | 14.0 (57.2)        | 5.9 (42.6)         | −3.2 (26.2)        | −9.5 (14.9)        | 5.3 (41.5)         |
| 平均最低気温 °C （°F）      | −15.6 (3.9)        | −15.7 (3.7)        | −9.3 (15.3)        | 1.7 (35.1)         | 8.5 (47.3)         | 13.8 (56.8)        | 15.6 (60.1)        | 13.6 (56.5)        | 7.9 (46.2)         | 1.6 (34.9)         | −6.1 (21)          | −13.1 (8.4)        | 0.2 (32.4)         |
| 最低気温記録 °C （°F）      | −43.2 (−45.8)      | −40.1 (−40.2)      | −36.8 (−34.2)      | −26 (−15)          | −5.7 (21.7)        | −0.7 (30.7)        | 4.9 (40.8)         | −0.9 (30.4)        | −5.3 (22.5)        | −19.8 (−3.6)       | −35.7 (−32.3)      | −39.2 (−38.6)      | −43.2 (−45.8)      |
| 降水量 mm （inch）          | 29 (1.14)          | 22 (0.87)          | 25 (0.98)          | 28 (1.1)           | 30 (1.18)          | 36 (1.42)          | 41 (1.61)          | 29 (1.14)          | 27 (1.06)          | 34 (1.34)          | 33 (1.3)           | 31 (1.22)          | 365 (14.37)        |
| 平均降雨日数                | 4                  | 3                  | 6                  | 11                 | 15                 | 15                 | 14                 | 13                 | 13                 | 14                 | 11                 | 6                  | 125                |
| 平均降雪日数                | 23                 | 20                 | 13                 | 4                  | 0.2                | 0                  | 0                  | 0                  | 0.3                | 4                  | 15                 | 21                 | 101                |
| % 湿度                      | 80                 | 78                 | 79                 | 65                 | 53                 | 55                 | 57                 | 57                 | 60                 | 70                 | 81                 | 81                 | 68                 |
| 平均月間日照時間            | 76                 | 118                | 158                | 224                | 307                | 307                | 330                | 286                | 212                | 126                | 63                 | 62                 | 2,269              |
| 出典1：Pogoda.ru.net        |                    |                    |                    |                    |                    |                    |                    |                    |                    |                    |                    |                    |                    |
| 出典2：NOAA (sun 1961–1990) |                    |                    |                    |                    |                    |                    |                    |                    |                    |                    |                    |                    |                    |

## 著名な出身者
- ムサ・ジャリール: 旧ソ連の詩人。オレンブルク近郊で生まれた。
- イヴァン・クルィロフ: ロシアの劇作家。幼少期を過ごした。
- ユーリイ・ガガーリン: 旧ソ連の宇宙飛行士。オレンブルクで結婚した。
- ムスティスラフ・ロストロポーヴィチ: 旧ソ連のチェリスト。両親の出身地であるオレンブルクで一時期を過ごした。
- ジョゼフ・ケッセル: フランスの小説家。幼少期を過ごした。
- ユーリ・セミン: ロシアのサッカー選手・指導者。
- リュドミラ・フィラトヴァ:旧ソ連のメゾソプラノ歌手。
- ゲオルギー・マレンコフ:旧ソ連の第3代最高指導者。マケドニア人移民のもとで生まれた。

## 姉妹都市
- ブラニャック、フランス
- ブルガス、ブルガリア
- オーランド、アメリカ合衆国
- ホジェンド、タジキスタン
- レグニツァ、ポーランド